# Meszhenet

Meszhenet

Meszhenet (msḫn.t) az ókori egyiptomi vallás egyik istennője. A szülésnél segédkezett, emellett ő döntötte el a megszületett gyermek sorsát. A túlvilági életben is szerepet játszott, segítette a halott újjászületését a túlvilágon. A Westcar-papiruszon szereplő történet szerint az istennő biztosította arról az V. dinasztia első három királyát, Uszerkafot, Szahurét és Noferirkarét, hogy mindhárman uralkodni fognak. Mivel a sorsról is döntött, párja a sorsot megszemélyesítő Sai isten volt.

## Ikonográfiája
Leginkább négyszögletes téglaként ábrázolják, egyik végén női fejjel (ilyen téglákon ülve szültek az egyiptomi nők). Antropomorf ábrázolása nőalak, fején téglával, vagy egy függőleges, két spirálban végződő vonallal, ami a tehén méhének stilizált ábrázolása (ez a jelkép önmagában is jelenthette az istennőt).
Gyakran ábrázolták az elhunyt szívének megmérésénél (amikor eldőlt, a bűnök súlya lehúzza, vagy elég tiszta ahhoz, hogy a túlvilágon élhessen).

## Kultusza
Inkább házi istenként volt fontos, hivatalos kultusza nem volt, ábrázolása templomokban ritkán fordul elő, csak szülési jeleneteknél. Számos ima és himnusz említi, egy szöveg az esznai templomban négy Meszhenetet említ Hnummal összefüggésben.